# جام جم

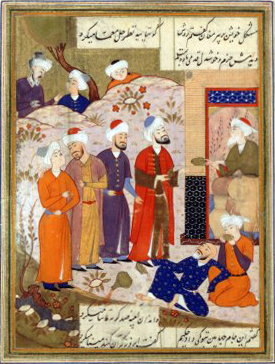
تصویرگری «جام جهان‌بین» بر اساس بیت مشهور حافظ

جام جم یا جام جهان‌نما (نام‌های دیگر: جام گیتی‌نما، جام کی‌خسرو، جام جهان‌آرا، جام جهان‌بین، و جام عالم‌بین) جامی اسرارآمیز است که همهٔ جهان در آن دیده می‌شده است. در شاهنامۀ فردوسی جام جهان‌نما از آن کیخسرو است. طبقِ نظر محمد معین این جام به جام کیخسرو مشهور بود تا اینکه در سده ششم به مناسبت شهرت جمشید و یکی دانستن او با سلیمان، جام مزبور را به جمشید نسبت دادند و آن را «جام جم» و «جام جمشید» نام نهادند، ولی این نظر از سوی بعضی مورد بحث و نقد قرار گرفته است.

## جام جم در واژه‌نامه‌ها
در نظم و نثر پارسی بارها از جامی به نام جام جهان‌نما، جام کی‌خسرو، آیینه سلیمان، آیینهٔ سکندر، و غیره یاد کرده‌اند و فرهنگ‌نویسان گفته‌اند: جامی بوده‌ است که احوال خیر و شر عالم از آن معلوم می‌شده است. جام جم یا جام جمشید که ساخته فرزانگان بوده است. از هفت فلک در او معاینه و مشاهده کردی (شرفنامه منیری). پیاله جم و پیاله یا آئینه سلیمان یا اسکندر که همه عالم در آن، بنا بر افسانه نموده می‌شد.
فردوسی در شاهنامه در «داستان بیژن با منیژه» پس از تشریح زندانی شدن بیژن به امر افراسیاب در چاه و جستجوی گیو، پدر وی و مأیوس شدن او، در عنوان «دیدن کی‌خسرو بیژن را در جام گیتی‌نمای» چنین سروده است:
| چو نوروز خرم فراز آمدش            |  | بدان جام فرخ نیاز آمدش           |
| بیامد پر امیددل پهلوان            |  | ز بهر پسر، گوژگشته‚ نوان         |
| چو خسرو، رخ گیو پژمرده دید        |  | دلش را به درداندر، آزرده دید     |
| بیامد، بپوشید رومی قبای           |  | بدان تا برد پیش یزدان ثنای       |
| خروشید پیش جهان‌آفرین              |  | به رخشنده بر، چند کرد آفرین      |
| ز فریادرس زور و فریاد خواست       |  | وز اهریمن بدکنش داد خواست        |
| خرامان از آن‌جا بیامد به گاه       |  | به سر برنهاد آن کیانی کلاه       |
| پس آن جام بر کف نهاد و بدید       |  | در او هفت کشور همی بنگرید        |
| ز کار و نشان سپهر بلند            |  | همه کرد پیدا، چه و چون و چند     |
| ز ماهی به جام اندرون تا بره       |  | نگاریده پیکر بدو یکسره           |
| چه کیوان‚ چه هرمز‚ چه بهرام و شیر |  | چه مهر و چه ماه و چه ناهید و تیر |
| همه بودنی‌ها بدو اندرا             |  | بدیدی جهان‌دار افسون‌گرا           |
| به هر هفت‌کشور همی بنگرید          |  | که آید ز بیژن نشانی پدید         |
| سوی کشور گرگساران رسید            |  | به فرمان یزدان، مر اورا بدید     |
| بدان چاه بسته به بند گران         |  | ز سختی همی مرگ جست اندر آن       |

بنابراین جام جهان‌نما در نظر نویسندگان «خدای‌نامک» پهلوی که مبنای نگارش شاهنامه قرار گرفت، جامی بوده است که صورت‌های نجومی و سیارات و هفت کشور (هفت‌اقلیم) زمین بر آن نقش شده بود و دارای نیرویی اسرارآمیز بوده است و هر واقعه‌ای که در پهنه جهان اتفاق می‌افتاده، بر روی آن منعکس می‌شده است.
برخی از واژه‌نامه‌ها مانند (غیاث اللغات) خواسته‌اند بین کی‌خسرو و جمشید بر سر جام جهان‌بین پیوندی برقرار کنند و گفته‌اند: مناسبت جام به جمشید، آن است که وی جام را ساخته است و کی‌خسرو جامی ساخته بود مشتمل بر خطوط هندسی، چنانچه از خط‌ها ورقم‌ها و دایره‌های اصطرلابی، ارتفاع کواکب و غیره معلوم نمایند، هم‌چنین از آن جام، حوادث روزگار را معلوم کرد، چنانچه در کتابهای تاریخی ضبط شده است. فرهنگ‌نویسان گفته‌اند: نام آینه‌ای است که به جهت آگاهی از حال فرنگ، بر سر مناره اسکندریه نهاده بوده است و کشتی‌های دریا از صد میل راه در آینه دیده می‌شده و آن مناره را اسکندر به دست‌یاری ارسطو بنا کرده بود.
در فرهنگ فارسی به انگلیسی «جانسن» آمده: جام جم یا جام جمشید؛ آیینه‌ای که جهان را نمایش می‌داد و مجازا مناره، به خصوص منارهٔ اسکندریه را گفته‌اند.
برخی نیز آن را به کرهٔ جغرافیایی تعبیر کرده‌اند که نقشه کشورهای مختلف و کوهها و دریاها و رودها با فواصل معین بر آن ثبت بود.

## پیوستگی جام جهان‌نما به جمشید
در روایات داستانی ایران، جم یکی از بزرگ‌ترین پادشاهان سلسله پیشدادی است که جام جهان‌نما را بدو نسبت داده‌اند. در شاهنامه اشاره‌ای به انتساب جام به جمشید نیست. به نظر دکتر محمد معین چون شهرت جم بیش از کی‌خسرو بوده است و از سوی دیگر مسلمانان او را با سلیمان پیامبر بنی‌اسرائیل یکی دانسته‌اند، او را صاحب جام جهان‌نما می‌دانند و هم‌چنین در روایات، پیدایش شراب را به جمشید نسبت داده‌اند. انتساب «جام کی‌خسرو» به «جام جم» ظاهرأ در سده ششم هجری پدید آمده است. محمود شبستری در «کنزالحقایق» چنین می‌سراید:
| یکی جم‌نام وقتی پادشا بود       |  | که جامی داشت کان گیتی‌نما بود    |
| به صنعت کرده بودندش چنان راست  |  | که پیدا می‌شد از وی هرچه می‌خواست |
| هر آن نیک و بدی کاندر جهان بود |  | در آن جام از صفای آن نشان بود   |
| چو وقتی تیره، جام از زنگ گشتی  |  | شه گیتی از آن دلتنگ گشتی        |
| بفرمودی که دانایان این فن      |  | بکردندی به علمش باز روشن        |
| چو روشن گشتی آن جام دل‌افزای    |  | بدیدی هرچه بودی در همه‌جای       |

## جام سلیمان
در داستان‌های اسلامی، سلیمان و جمشید را با هم اشتباه گرفته‌اند. ایرانیان، مرکز حکومت جمشید را کشور فارس می‌دانسته‌اند و آثار باقی‌مانده داریوش و خشایارشا و دیگر پادشاهان هخامنشی را درتخت جمشید، از آن جم دانسته‌اند چنان‌که نام تخت جمشید دال بر آن است. از سوی دیگر در نتیجه احادیث مذهبی تشابه کامل بعضی احوال و اعمال منسوب به جمشید و سلیمان مانند استخدام دیو و جن و اطاعت جن و انس از ایشان و سفر کردن در هوا، موجب این توهم گردیده که جمشید و سلیمان یکی است، از این رو فارس را تخت‌گاه سلیمان و پادشاهان فارس را قائم‌ مقام سلیمان و وارث ملک سلیمان خوانده‌اند و بر اساس همین تصور، جام جهان‌نما را به سلیمان نسبت داده‌اند و حتی آرامگاه کورش را محل حضور مادر سلیمان نامیده‌اند.
حافظ گوید:
| دلی که غیب‌نمای است و جام جم دارد |  | ز خاتمی که دمی گم شود چه غم دارد |

- | هم‌چو جم، جرعهٔ ما کش، که ز سِرّ دوجهان |  | پرتو جام جهان‌بین دهدت آگاهی |

عبدالرحمان جامی در منظومهٔ سلامان و آبسال چنین سروده است:
| گفت از هرجا خبر جستند باز     |  | کس نبود آگاه زان پوشیده راز |
| داشت شاه آئینهٔ گیتی‌نمای       |  | پرده ز اسرار همه گیتی گشای  |
| چون دل عارف، نبود از وی نهان  |  | هیچ حالی از بد و نیک جهان   |
| گفت کان آئینه افتادش نظر      |  | یافت از گم‌گشتگان خود خبر    |
| هر دو را عشرت‌کنان در بیشه دید |  | از غم ایام، بی‌اندیشه دید    |

خاقانی از این جام، به نام «جام جم» و گاه «جام جمشید» یاد کرده‌است:
| عمر، جام جم است کایامش |  | بشکند خرد، بس ببندد خوار |

| خسرو جمشیدجام، سام تهمتن‌حسام |  | خضر سکندرسپاه، شاه فریدون‌علم |

فخرالدین عراقی گوید:
| چون جام جهان‌نمای ساقی |  | بنمود مرا لقای ساقی   |
| باشد که شود دل عراقی  |  | چون جام جهان‌نمای ساقی |

## تفسیر و تعبیر جام جم
بدیهی است که خردمندان باریک‌بین وجود چنین جامی سحرآمیز را نمی‌توانستند باور کنند، از این‌جهت در پی تعبیر آن برآمدند.
در کنزالحقایق شبستری آمده است:
حکیمی گفت: آن جام آب بود. آب رود و دریا نخستین آینه بشر بود. لطافت آب و انعکاس چهره اشخاص و اشیاء در سطح آب موجب شد که علاوه برنوشیدن آب، آن را به عنوان مظهر پاکی و شفافیت اجسام بکار برند. از سوی دیگر، تالس ملطی از حکمای یونان باستان و پیروان او آب را منشأ پیدایش جهان شناخته‌اند؛ بنابراین برخی آب را جام جهان‌نما دانسته‌اند که تمام اشکال جهانی به صورت استعداد در آن حضور دارند.
منجم گفت: اسطرلاب بود آن و به معنی گرفتن و مفهوم ترکیبی آن تقدیر ستارگان است و آن آلتی است که برای مشاهده وضع ستارگان و تعیین ارتفاع آن‌ها و تشخیص اوقات به کار می‌رفته است.
دگر یک گفته بود: آئینه‌ای راست چنان روشن که می‌دید آنچه می‌خواست.
ازجمله موضوع‌هایی که جلب توجه مسلمانان کرده، آینه اسکندر است که در ادبیات ما نیز بسیار آمده است. حافظ گوید:
| آئینه سکندر جام می است بنگر |  | تا بر تو عرضه دارد احوال ملک دارا |

## تعبیر عرفانی
این تعبیرات، ذوق لطیف عارفان حقیقت‌جوی ایرانی را اقناع نکرد. پس از جستجوی فراوان، عاقبت به حقیقتی پی‌بردند که به دلیل آشکار بودن بسیار، پنهان مانده بود. در کنزالحقایق شبستری آمده است:
| بسی گفتند هرنوعی از این‌ها   |  | نبود آن جام جم جز نفس دانا       |
| چو نفس تیره روشن کرد انسان  |  | نماید اندر او آفاق یکسان         |
| چو انسان گشت اندر نفس کامل  |  | شود بر کل موجودات شامل           |
| ز چرخ و انجم و از چار ارکان |  | نموداری بود در نفس انسان         |
| حقیقت دان اگر چه آدم است او |  | چو عارف شد به خود، جام جم است او |

حافظ بارها بدین معنی اشارت کرده و به خصوص در غزلی دل‌پسند همان تعبیر شبستری را با بیانی لطیف آورده‌است:
| سال‌ها دل طلب جام جم از ما می‌کرد        |  | وآن‌چه خود داشت ز بیگانه تمنا می‌کرد |
| گوهری کز صدف کون و مکان بیرون است      |  | طلب از گمشدگان لب دریا می‌کرد       |
| مشکل خویش بر پیر مغان بردم دوش         |  | کو به تأیید نظر، حل معما می‌کرد     |
| گفتم: این جام جهان‌بین بتو کی داد حکیم؟ |  | گفت: آن‌روز که این گنبد مینا می‌کرد  |
| بی‌دلی در همه احوال خدا با او بود       |  | او نمی‌دیدش و از دور خدایا می‌کرد    |

به تعبیر دیگر، جهان خود «جام جم» است. ادیب پیشاوری گوید:
| جهان ای برادر چو جام جم است |  | نماینده سیرت مردم است |

## جام جهان‌نما در افسانه‌های اروپایی
جام فرنگی در زبان‌های اروپایی «گرال» یا «سنگرآل» به جامی گفته می‌شود که گویند عیسی مسیح در آخرین شامی که با حواریون صرف کرد، آن را به دست گرفت. یکی از حواریون به نام یوسف رامه‌ای خونی را که بر اثر ضربت دشمن به پهلوی وی جاری می‌شد، در آن جام ریخت. افسانه‌های مربوط به این جام اندکی پس از رواج مسیحیت بر سر زبان‌ها افتاد و پیش از قرن دوازدهم میلادی نشانی از آن نیست. در همین قرن روبر دو بورون منظومه‌ای دربارهٔ یوسف رامه‌ای به نام مرلین پرسوال سرود و این افسانه مسیحی را با روایات قوم سلت و شام فصح را در هم آمیخت. گویند جام مزبور را به انگلستان بردند و قرن‌ها در آن جا پنهان ماند تا عاقبت «پرسوال» قهرمان «گالی» آن را یافت. از این افسانه، بسیاری تقلید کردند و شاخ و برگ‌هایی به آن افزودند. وولفرام اشنباخ شاعر آلمانی در منظومۀ حماسی خود به نام پارزیفال، جام مزبور را مرکز تخیلات عرفانی خود قرار داده است. ریشارد واگنر موسیقیدان قرن نوزدهم آلمان، نیز «جام گرال» را موضوع درام غنایی پارسیفال قرار داده است.

## هفت خط جام جم
جام جم دارای هفت خط موازی از پایین به بالا بود که به ترتیب از پایین به بالا فرودینه، کاسه گر، اشک (خطر)، ارزق (سبز و سیاه)، بصره، بغداد، و جور (معرب گور، نام قدیم فیروزآباد فارس) نامیده شده بودند.
ادیب‌الممالک فراهانی شعری در این رابطه دارد که در بخشی از آن می‌گوید:
| هفت خط داشت جام جمشیدی  |  | هر یکی در صفا چو آیینه |
| جور و بغداد، بصره، ازرق |  | اشک و کاسه‌گر و فرودینه |